# Matt Tomassoni
Matthew „Matt“ Tomassoni (* 30. Juli 1989 in Carol Stream, Illinois) ist ein ehemaliger US-amerikanischer Eishockeyspieler, der im Verlauf seiner aktiven Karriere unter anderem 48 Spiele für die Iserlohn Roosters aus der Deutschen Eishockey Liga (DEL) und 132 weitere für den HC Bozen in der Erste Bank Eishockey Liga (EBEL) auf der Position des Verteidigers absolviert hat.

## Karriere
Matt Tomassoni spielte als Kind zunächst Inlinehockey und begann als Elfjähriger mit dem Eishockey. Bis 2006 lief er in verschiedenen Altersklassen für Chicago Mission auf, deren Nachwuchsteams mit der Einstufung Tier 1 AAA dem höchsten Niveau der Altersklassen Squirt (9–10 Jahren) bis Midget Major (15–18 Jahre) entsprechen. Beim USHL Entry Draft 2006 wurde er in der sechsten Runde an 71. Stelle von den Cedar Rapids RoughRiders ausgewählt. Im August 2006 spielte der Verteidiger mit der US-amerikanischen U18-Nationalmannschaft beim Ivan Hlinka Memorial Tournament in Břeclav und erreichte das Finale, welches gegen Kanada mit 0:3 verloren wurde.
In der Saison 2006/07 gab er sein Debüt in der United States Hockey League und erreichte mit den Cedar Rapids RoughRiders die zweite Runde der Playoffs. Während der nächsten Spielzeit wurde Tomassoni aufgrund seiner gezeigten Leistungen für das USHL All-Star Game eingeladen. Mit seiner Mannschaft unterlag er jedoch bereits in der ersten Runde der Playoffs. Zur Saison 2008/09 begann er ein Studium im Hauptfach Politikwissenschaft an der Miami University und spielte für das dortige Eishockeyteam, die Miami RedHawks. In seinem ersten Jahr schaffte es sein Team bis ins Finale um die Collegemeisterschaft der National Collegiate Athletic Association. Dort unterlag man jedoch der Boston University mit 3:4 nach Verlängerung. Im nächsten Jahr beendete Tomassoni mit seinem Team die reguläre Saison als punktbeste Mannschaft der Central Collegiate Hockey Association. In den Playoffs folgte jedoch das Ausscheiden im Halbfinale. In der Saison 2010/11 trug der Verteidiger mit sechs Toren und neun Vorlagen zum Gewinn der Meisterschaft der CCHA bei. In seinem letzten Jahr spielte Tomassoni überwiegend als Stürmer, nachdem er bereits zuvor Erfahrung auf dieser Position gesammelt hatte. Nach dem Ausscheiden aus den Playoffs unterschrieb der US-Amerikaner am 28. März 2012 einen Vertrag bei Chicago Express und gab sein Profi-Debüt in der ECHL.
Am 24. Juli 2012 unterschrieb Tomassoni einen vierwöchigen Probevertrag bei den Iserlohn Roosters aus der Deutschen Eishockey Liga. Dort traf er auf Cheftrainer Doug Mason, der ihn bereits länger sichtete, da dessen Sohn seit drei Jahren ebenfalls für die Miami University spielte. Einen Tag vor dem ersten Spieltag verlängerten die Roosters den Vertrag mit dem 23-Jährigen bis zum Saisonende. Zum folgenden 5:3-Auswärtssieg der Iserlohner bei der Düsseldorfer EG trug Tomassoni mit einem Unterzahltor sowie einer Vorlage entscheidend bei. Auch im weiteren Verlauf zeigte er gute Leistungen sowohl in der Offensive als auch Defensive und entwickelte sich zum Leistungsträger der Roosters. Im Sommer 2013 folgte der Wechsel nach Italien, wo er bei Erste Bank Eishockey Liga-Einsteiger HC Bozen unterschrieb.
Zwischen 2014 und 2017 war er in der zweiten deutschen Spielklasse, der DEL2, aktiv: zunächst bei den Kassel Huskies und anschließend für zwei Jahre bei den Löwen Frankfurt. Im Juni 2017 kehrte er zum HC Bozen zurück. Nach der Saison 2017/18 beendete er seine aktive Karriere.

## Erfolge und Auszeichnungen
- 2008 Teilnahme am USHL All-Star Game
- 2011 Mason-Cup-Gewinn mit der Miami University
- 2014 EBEL-Meister mit dem HC Bozen
- 2017 DEL2-Meister mit den Löwen Frankfurt
- 2018 EBEL-Meister mit dem HC Bozen

## Karrierestatistik
(Legende zur Spielerstatistik: Sp oder GP = absolvierte Spiele; T oder G = erzielte Tore; V oder A = erzielte Assists; Pkt oder Pts = erzielte Scorerpunkte; SM oder PIM = erhaltene Strafminuten; +/− = Plus/Minus-Bilanz; PP = erzielte Überzahltore; SH = erzielte Unterzahltore; GW = erzielte Siegtore; 1 Play-downs/Relegation; Kursiv: Statistik nicht vollständig)